# غار سراب
غار سراب، در روستای امیدآباد از توابع شهرستان فارسان در استان چهارمحال و بختیاری قرار دارد. این غار سرچشمه‌ رودخانه سراب است.

## دسترسی
از جاده آسفالت تا خود غار حدود ۳۰دقیقه راه است که ۲۰ دقیقه آن جاده خاکی و بقیه راه در حال حاضر جز پیاده‌روی امکان رفتن با هیچ وسیله دیگری وجود ندارد. 
برای وارد شدن به غار باید از باریکراهی به موازات دره‌ای که آبی در بستر آن جاری است به طرف سرچشمه بالا آمد. 
پس از رسیدن به سرچشمه، باریکه راهی در طرف چپ چشمه دیده می‌شود که ما را به دهانه اصلی غار هدایت می‌کند، دهانه غار در میان صخره‌های زمخت و بوته‌های گون وحشی قرار دارد. ورودی این غار زیبا و شگفت انگیز نسبتاً کوچک است، پس از یکی دو قدم که خمیده می‌رویم، غار به یک دالان تالارمانندی منتهی می‌شود که ارتفاع تا ۱۵ متر می‌رسد. کف غار به دلیل کنده کاری و حفاری‌های متعدد حالت طبیعی خود را از دست داده است، این دالان زیباترین قسمت غار است که به قندیلهای زیبایی آراسته شده است. 
پس از دالان، غار به دو راهرو اصلی تقسیم می‌گردد که هر کدام از این راهروها خود به شاخه‌ها و حفره‌های دیگری منتهی می‌گردند. فعلاً بیش از ۶۰۰ متر از این دو دهانه قابل دسترسی نیست.این غار محل مناسبی برای غار نوردی حرفه ای میباشد. از یکی ازدهانه‌های غار، آب سردِ خروشانی بیرون می‌آید که در بستر غار به صورت چشمه آب سردی جاری است. 